# 碲化钡
碲化钡是钡的一种碲化物，化学式BaTe。另外两种钡的碲化物分别是二碲化钡（BaTe2）和三碲化钡（BaTe3）。

## 制备
碲化钡可以由钡和碲直接反应而成。
{\displaystyle {\ce {Ba + Te -> BaTe}}}
它也可以由碲酸钡被还原而成。

## 性质
碲化钡是一种黄白色固体。它是立方晶系的，空间群 Fm3m (No. 225)。

## 用处
碲化钡可用作半导体。